# Fonte Maimonide
Fonte Maimonide (o dell'Acqua Grassa) è un monumento di Paternò, in provincia di Catania, che ospita al suo interno una storica sorgente idrica.

## Il nome
Sull'origine del nome si sono fatte diverse ipotesi, in particolare quella secondo cui sarebbe tratto dal nome del feroce condottiero arabo-spagnolo Gaito Maimone, che nel 1027 venne con le sue truppe in Paternò dove recò terrore e violenze di ogni genere nei confronti degli abitanti di religione cristiana. Essi si sarebbero accampati nei dintorni dell'Acqua grassa, e pare che fu da allora che il sito assunse tale denominazione.
Altre ipotesi fanno derivare il nome della sorgente da una superstiziosa leggenda popolare di cui fa cenno lo storico Francesco Onorato Colonna nel suo Compilatio historico, secondo cui da quelle parti circolò una belva pericolosa detta jattu mammuni (cfr. it. "Gatto Mammone") che metteva paura a chi si avvicinava al fonte, o un'altra formulata dallo storico Santi Correnti, secondo il quale la fonte venne intitolata a nome del medico ebreo Mosè Maimonide.

## Storia
Il territorio paternese è caratterizzato da una cospicua presenza di sorgenti idriche, elemento che nei secoli passati diede alla città etnea l'appellativo di Civitas Fertilissima, poiché queste consentivano ogni tipo di coltivazione ed il funzionamento dei numerosi mulini dislocati in varie zone della città.
Di queste acque sorgive la più importante è quella denominata Fonte Maimonide, che si trova nella zona nordoccidentale di Paternò, e che dà il nome alla contrada.
Le acque del Fonte Maimonide furono oggetto di numerose analisi compiute da diversi studiosi, a cominciare dal medico paternese Vincenzo Chisari, il quale nel 1733 acquistò il terreno, e fece edificare il fonte con annesso un bagno pubblico, divenendo così un luogo di ritrovo.
La struttura rimase attiva fino ai primi anni sessanta del XX secolo, ma fu poi abbandonata. Dopo lunghi decenni di abbandono, nel 2005 vengono avviati i lavori per la riqualificazione e il recupero del Fonte Maimonide. Inaugurato nell'aprile 2007 e aperto al pubblico soltanto per quindici giorni, il sito fino ad oggi rimane chiuso. A impedirne l'apertura problemi burocratici, assenza di personale e la non potabilità delle sue acque dovuta a un probabile inquinamento della falda sotterranea.

## Idrologia
Le acque del fonte si caratterizzano per l'abbondante presenza di particelle di ferro riscontrata nelle sue acque e di anidride carbonica. Da ciò deriva l'appellativo di "acqua grassa".
Proprio per queste loro peculiarità le acque del fonte sono in costante ebollizione. Da un'analisi chimica effettuata da Orazio Silvestri nel 1881 sulle acque idrogassose della sorgente paternese, emerse che per ogni 100 g di acqua la composizione fu:
- Bicarbonato di magnesio: 43,54 g
- Idrocloruro di magnesio: 37,6 g
- Bicarbonato di protossido di ferro: 8,42 g
- Gas acido carbonico: 8,3 g
- Idruro di zolfo: 4,3 g[10]

Al termine dell'ebollizione, si formano dei sedimenti giallo-rossastri. Silvestri analizzò pure tali sedimenti, che per ogni 100 g di soluzione ottenne questi risultati:
- Sottocarbonato di magnesio: 51,39 g
- Sottocarbonato di protossido di ferro: 36,85 g
- Zolfo: 6,9 g
- Silice: 5,67 g[10]

Quest'ultimo fenomeno sembrerebbe correlato all'attività delle vicine salinelle.